# Parc Nacional d'Anshi

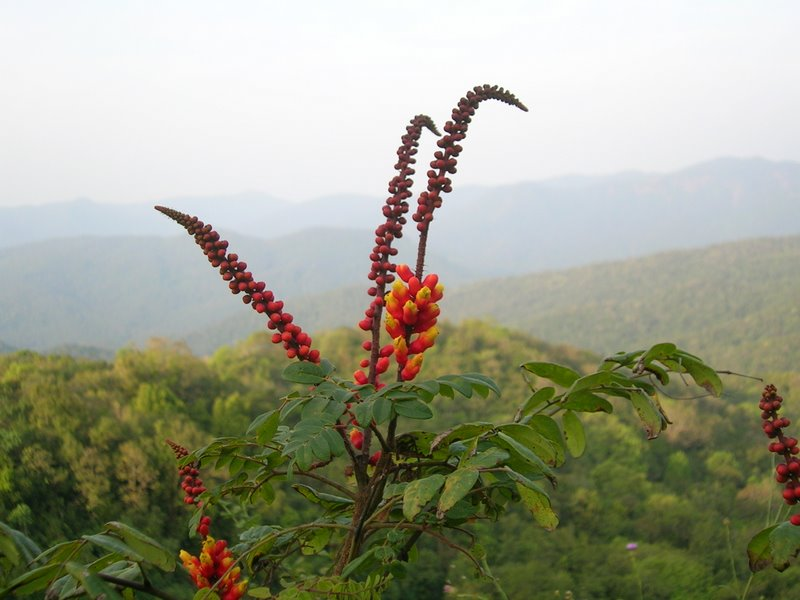
Wagatea spicata en una foto del Parc Nacional d'Anshi

El Parc Nacional d'Anshi (en kanara: ಅಣಶಿ ರಾಷ್ಟ್ರೀಯ ಉದ್ಯಾನ) és un del centenar de parcs nacionals de l'Índia, que està situat al districte de North Kanara, a l'estat de Karnataka, a la frontera amb l'estat de Goa. El parc té 340 quilòmetres quadrats connecta amb el santuari de vida natural de Dandeli, i juntament amb altres sis àrees protegides en els estats de Goa i Maharashtra, forma una àrea forestal protegida de més de 2.200 quilòmetres quadrats. El parc és un hàbitat de la rara pantera negra, a més de tigres i elefants i una fauna molt diversa.